# Pueblo kisii
El pueblo kisii , también llamado abagusii, ekegusii, gusii, guizzi, o kosova, habita desde el siglo XVI el suroeste del lago Victoria, en la región de Mara (Tanzania) y la fronteriza provincia de Nyanza (Kenia). Son de origen bantú y forman parte del complejo lingüístico mara. Hablan la lengua kisii.
Constituyen una de las etnias más importantes de Kenia con 3.530.000 personas a las que suman una comunidad estimada en 700 habitantes en territorio de Tanzania.

## Historia

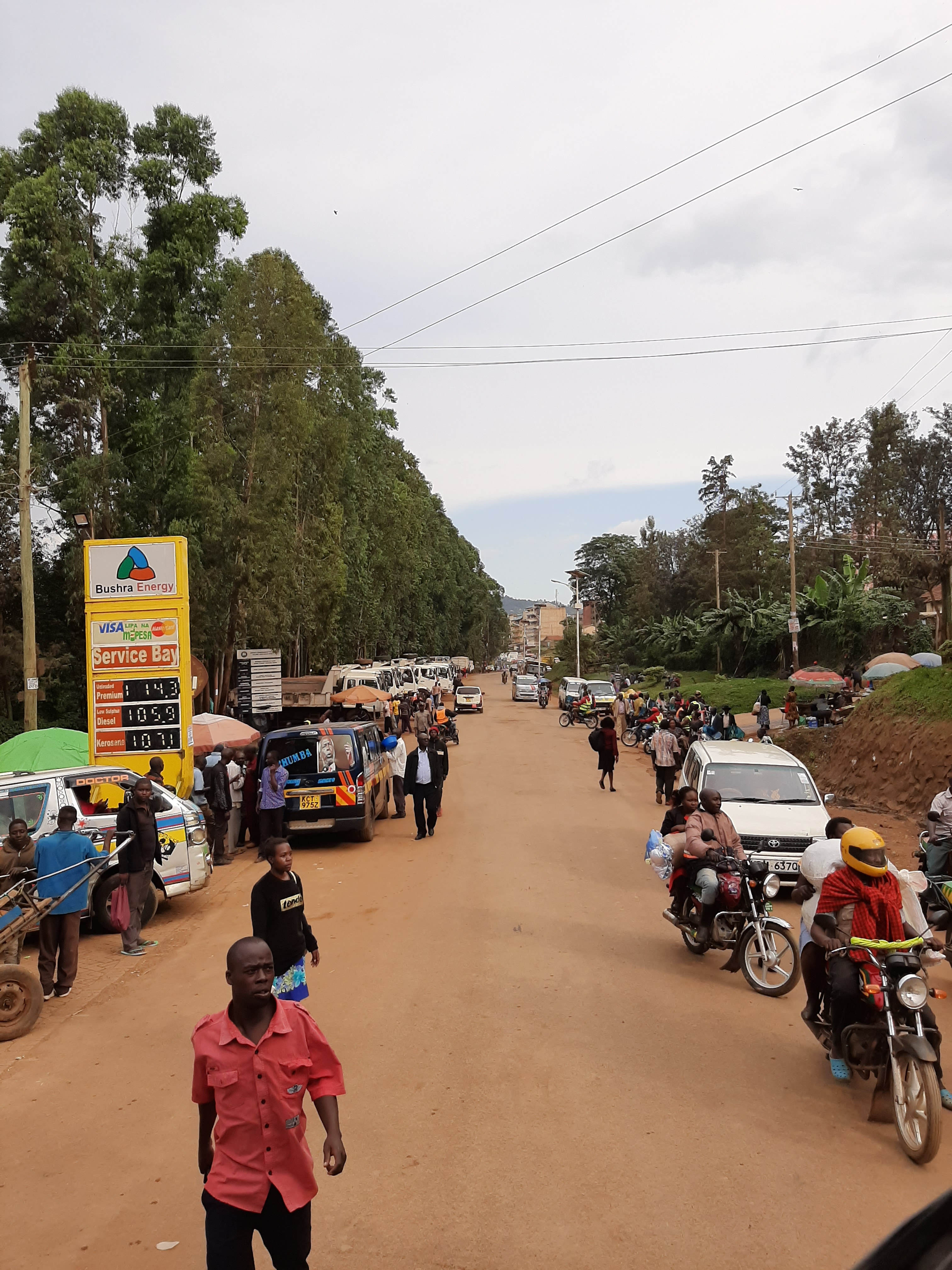
Población urbana kisii.

El origen del pueblo kisii estaría en Uganda, desde donde emigraron en dirección al monte Elgon, en la frontera con Kenia.
De allí descendieron a las llanuras que circundan el golfo de Winam en el noreste del lago Victoria (antiguamente llamado golfo de Kavirondo)
En el siglo VI fueron desplazados al sur montañoso de Kenia por los pueblos luo y masái. En el siglo VII ya estaban asentados en las regiones de Mara y Nyanza.
A mediados del siglo XVIII sufrieron una dura crisis alimentaria que diezmó la población kisii. Para sobrevivir debieron disminuir los antiguos plantíos de sorgo y otras plantas propias de la llanura y aumentar la producción de mijo y algunas raíces que se adaptaron mejor al entorno.
En este proceso migratorio asimilaron grupos kushitas y nilóticos, aunque estos en menor medida. Para algunos autores esto último se refleja en la ausencia del sistema de clases de edad que rigen en la mayoría de los grupos mara.
Las fuerzas coloniales británicas tuvieron enfrentamientos con los gusii y ocuparon la zona en dos embestidas producidas en 1904 y 1908. Confrontación que agravó los resentimientos de la población nativa contra los occidentales. En 1913, los gusii formaron parte del culto Mumbo (espíritu del lago) contra la presencia de “blancos” y su religión cristiana. Actividad que les llegó de sus vecinos luo y formó parte del conjunto de movimientos anticolonilistas de África Oriental a principios del siglo XX.
En 1914 fuerzas alemanas atacaron el fuerte británico en Kisii. Los nativos aprovecharon para atacar y pillar el enclave. La respuestas fue una dura represión británica que mató a 150 personas del pueblo kisii.
En la década de 1920 se unieron a otro culto local, el Sakawi contra las fuerzas coloniales. Esto aumentó las medidas represivas de los británicos, con persecuciones y prohibiciones de esos ejercicios religiosos. Estos movimientos religiosos anticoloniales revivieron en la década de 1950.
A finales del siglo XX (1991-1994) se vieron envueltos en enfrentamientos con otros grupos de la misma zona alimentados por favoritismos étnicos desde el gobierno de Kenia.

## Economía

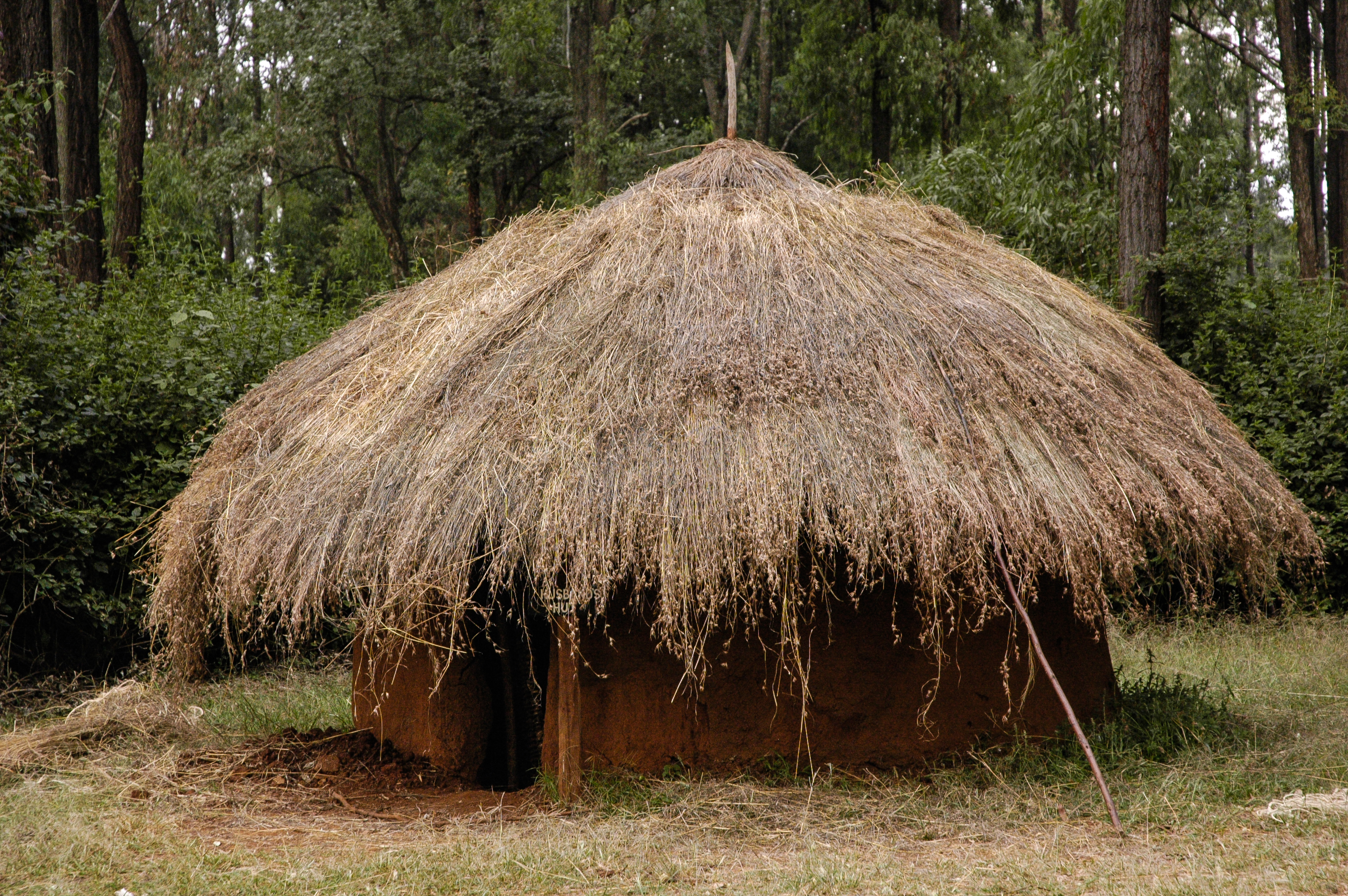
Vivienda tradicional Kisii.

La economía del pueblo kisii evolucionó de cazadora – ganadera, a una gestión más compleja incluyendo una agricultura de subsistencia, así como plantaciones de plátano, algodón y caña de azúcar. Actividades que complementaron con productos artesanales de sus herreros y la pesca. 
Un mercado dinámico entre los pueblos de la región (luo y masái) les permitió diversificar su producción de hierro y también hacer trueques con piedras de esteatita, pieles de leopardo y babuino. A cambio recibían ganado, sal, manteca, leche, pescado, cerámicas y bebidas de los luo, así como lanzas masái, muy demandadas por su carácter mágico.

## Sociedad
Se organizan en clanes totémicos. Habitan barrios con granjas familiares dispersas y algunas de sus aldeas presentan empalizadas defensivas.Tienen una tradición patrilineal y la poligamia se practica de forma limitada. La vieja costumbre de pagar la dote con el ganado ha ido cambiando con el desarrollo de una economía monetaria moderna.

## Cultura
Los herreros kissi tienen gran prestigio dentro de la comunidad. Su antigüedad, según la tradición oral, se remonta al siglo XVI. Las ventas de sus productos lograron enriquecer por momentos a sus hacedores.